# Џирофт
Џирофт (персијски: جيرفت, такође романизован као Jīroft; раније, Сабзаваран, Сабзеваран, Сабзеваран-е Џирофт и Сабзваран)  је град и главни град округа Џирофт, провинција Керман, Иран. Према попису становништва из 2006. године, његово становништво је износило 95.031, људи у 19.926 породица. Налази се на 230 km (140 mi) јужно од града Кермана и 1.375 km (854 mi) јужно од Техерана дуж пута 91. У прошлости су га звали и Сабзеваран, а због веома плодне земље то је познат као Хенд-е-Кучак (мала Индија).
Џирофт је смештен у пространој низини реке Халил, на јужном ободу планинског ланца Џебал Барез, окружен двема рекама. Средња надморска висина града је око 650 метара надморске висине. Време у граду је лети веома топло, а зими температуре умерене. То је једно од најзанимљивијих места у Ирану. 
Постоји велика брана (брана Џирофт) узводно од града (40 км североисточно од Џирофта), на реци Халил (Халилруд). Оперативна је од 1992. године. Има резервоар запремине од више од 410 милиона кубних метара воде, наводњава 14200 хектара низводно и ствара електричну енергију.
Град служи аеродром Џирофт, смештен неколико километара северозападно.

## Култура у Џифорту
У Џифорту је заступљена култура из бронзаног периода (крај 3. миленијума пре нове ере), која се налази на територији данашњих иранских провинција Систан и Керман. Хипотеза се заснива на колекцији артефаката који су одузети у Ирану и од којих су многи прихватили да потичу из области Џирофт на југу централног Ирана, о чему су објавиле онлајн иранске новинске службе почетком 2001. године.
Предложено налазиште је Сандал Конар, близу Џирофта у области реке Халил. Остала значајна места повезана са културом укључују; Шахр-е Шухтех (Бурнт сити), Тепе Бампур, Еспиедеџ, Шахдад, Тал-и-Иблис и Тепе Јахја.
Локални језик Џирофта је Џирофти, који се такође назива Гармсири. Гармсири је континуитет уско повезаних дијалеката који се протежу од долине реке Халилруд на северу до Хормузског теснаца на југу.

## Галерија
- Рушевине  Округа Џирофта.
- Карта Џирофта